# Methylvinylether
Methylvinylether is een organische verbinding uit de groep van ethers; het is de eenvoudigste alkyl-vinyl-ether. Het is een kleurloos, zeer licht ontvlambaar gas met een aangename geur.

## Synthese
Methylvinylether wordt gevormd door de reactie van methanol en acetyleen in aanwezigheid van een basische katalysator.

## Eigenschappen
Methylvinylether is een zeer licht ontvlambaar gas. Het vormt explosieve mengsels met lucht; de explosiegrenzen zijn 2,2 volumeprocent (54 g/m3) en 28 volumeprocent (694 g/m3).
Deze verbinding kan spontaan polymeriseren in aanwezigheid van een zuur. De polymerisatie is exotherm. Om polymerisatie te vermijden dient er een inhibitor (een base zoals vast kaliumhydroxide) toegevoegd te worden tijdens opslag of destillatie van de ether.

## Toepassingen
- De reactie van methylvinylether met acroleïne vormt een stap in de commerciële synthese van glutaaraldehyde.
- Homopolymeren van methylvinylether met hoge moleculaire massa kunnen gebruikt worden om vezels of films te maken met een hoge treksterkte. Als katalysator kan men een combinatie van boortrifluoride met 1,4-dioxaan gebruiken.[1]
- Polymeren van methylvinylether met lage moleculaire massa zijn min of meer vloeibaar en oplosbaar in water bij kamertemperatuur. Deze kunnen gebruikt worden in zelfklevende lijm. Als katalysator gebruikt men di-ethylaluminiumchloride en water als activator.[2]
- De copolymeer van methylvinylether en maleïnezuuranhydride  is in de Europese Unie toegelaten als voedselingrediënt.[3] Hij wordt toegevoegd aan kauwgum en zou het makkelijker maken om de kauwgum te verwijderen van een verscheidenheid van oppervlakken.[4]